# Чулат
Чулат (таб. ЧвулатI) — село в Табасаранском районе Республики Дагестан (Россия).
Образует сельское поселение село Чулат как единственный населённый пункт в его составе.

## География
Расположено в долине реки Рубас в 25 км от Каспийского моря в предгорной восточной части Кавказского хребта.

## История
Люди жили здесь ещё в древности. Так, в 2004 году возле села археологами обнаружены артефакты времён палеолита. В 3 км от села Чулат выше по течению реки Рубас находится многослойная палеолитическая стоянка Рубас-1. Время начала формирования культуросодержащего слоя на комплексе Рубас-1 соотносится с финальной стадией акчагыльской трансгрессии Каспийского моря и имеет возраст ~ 2,2—2,3 млн л. н., что позволяет считать комплекс Рубас-1 одной из древнейших археологических индустрий на Кавказе и в Евразии в целом. Абсолютная датировка из пеплового горизонта в оползневых телах реки Рубас — 1,5 ± 0,04 млн лет назад.
Современную история села Чулат принято делить на два периода: до землетрясения 1966 года, когда село находилось на расстоянии 8 км от современного, недалеко от сёл Экендиль и Гугнаг, и после переселения в низменный участок долины реки Рубас в село Чулат-Казмаляр.

## Инфраструктура

### Здравоохранение
- Фельдшерско-акушерский пункт.[7]

## Население
| 1895  | 1926  | 1939  | 1970  | 1989  | 2002  | 2010  | 2012  | 2013  |
| ----- | ----- | ----- | ----- | ----- | ----- | ----- | ----- | ----- |
| 396   | ↘292  | ↗411  | ↗722  | ↗794  | ↗1050 | ↗1309 | ↘1290 | ↘1280 |
| 2014  | 2015  | 2016  | 2017  | 2018  | 2019  | 2020  | 2021  | 2023  |
| ↘1259 | ↘1250 | ↘1223 | ↘1212 | ↗1221 | ↘1211 | ↗1234 | ↘1114 | ↘1097 |
| 2024  | 2025  |       |       |       |       |       |       |       |
| ↘1092 | ↘1084 |       |       |       |       |       |       |       |

Национальный состав
В селе живут преимущественно табасараны.

## Инфраструктура
В селе имеются школа, мечеть, медицинский пункт, библиотека, почтовое отделение, клуб. Село полностью газифицировано и электрифицировано.
Установлен памятник погибшим на Великой Отечественной войне.
Достопримечательностью села считается Чулатский мост через реку Рубас.